# Kazushige Kuboki
Kazushige Kuboki (窪木 一茂?, Kuboki Kazushige; Ishikawa, 6 giugno 1989) è un ciclista su strada e pistard giapponese che corre per l'Aisan Racing Team; attivo in formazioni UCI dal 2012, ha vinto un oro e due argenti nello scratch ai mondiali su pista.

## Palmarès

### Strada
- 2007 (Juniores)

9ª tappa Tour de l'Abitibi (Val-d'Or > Val-d'Or)
- 2015 (Team UKYO, una vittoria)

Campionati giapponesi, Prova in linea Elite
- 2018 (Bridgestone Anchor Cycling Team, una vittoria)

Campionati giapponesi, Prova a cronometro Elite
- 2019 (Team Bridgestone Cycling, una vittoria)

8ª tappa Tour of Japan (Tokyo > Tokyo)
- 2022 (Team Bridgestone Cycling, una vittoria)

1ª tappa Tour de Kumano (Shingu > Shingu)
- 2023 (Team Bridgestone Cycling, una vittoria)

8ª tappa Tour of Japan (Tokyo > Tokyo)

#### Altri successi
- 2013 (Matrix Powertag)

Gunma CSC Road Race
- 2014 (Team UKYO)

Classifica a punti Tour de Hokkaido
Criterium Iwaki
- 2015 (Team UKYO)

Criterium Utsunomiya

### Pista
- 2010

Track Asia Cup, Inseguimento a squadre (Giappone con Yu Motosuna, Yuta Wakimoto, Ryu Sasaki)
- 2012

Campionati giapponesi, Corsa a punti
- 2014

Campionati giapponesi, Omnium
- 2015

Track Asia Cup, Scratch (Thailandia)
- 2016

Japan Track Cup, Omnium
- 2018

Campionati giapponesi, Inseguimento individuale
Campionati giapponesi, Inseguimento a squadre (con Ryo Chikatani, Hiroaki Harada e Keitaro Sawada)
Campionati giapponesi, Americana (con Ryo Chikatani)
Campionati giapponesi, Corsa a punti
Campionati giapponesi, Omnium
- 2019

Japan Track Cup, Omnium
Campionati giapponesi, Inseguimento individuale
Campionati giapponesi, Inseguimento a squadre (con Ryo Chikatani, Shunsuke Imamura ed Eiya Hashimoto)
Campionati giapponesi, Americana (con Eiya Hashimoto)
Campionati giapponesi, Corsa a punti
Campionati asiatici, Inseguimento a squadre (con Ryo Chikatani, Shunsuke Imamura ed Keitaro Sawada)
- 2020

Campionati asiatici, Inseguimento a squadre (con Ryo Chikatani, Shunsuke Imamura, Keitaro Sawada ed Eiya Hashimoto)
- 2021

JICF Track Cup, Americana (con Naoki Kojima)
JICF Track Cup, Omnium
- 2022

Campionati asiatici, Inseguimento a squadre (con Shoi Matsuda, Shunsuke Imamura, Naoki Kojima ed Eiya Hashimoto)
Campionati asiatici, Americana (con Shunsuke Imamura)
Japan Track Cup, Americana (con Shunsuke Imamura)
Campionati giapponesi, Inseguimento individuale
Campionati giapponesi, Omnium
Campionati giapponesi, Inseguimento a squadre (con Shunsuke Imamura, Naoki Kojima e Shoi Matsuda)
Campionati giapponesi, Americana (con Shunsuke Imamura)
- 2023

Campionati giapponesi, Inseguimento a squadre (con Shunsuke Imamura, Eiya Hashimoto e Shoi Matsuda)
Campionati giapponesi, Americana (con Shunsuke Imamura)
Campionati asiatici, Inseguimento individuale
Campionati asiatici, Inseguimento a squadre (con Eiya Hashimoto, Shoi Matsuda e Naoki Kojima)
Campionati asiatici, Americana (con Shunsuke Imamura)
Giochi asiatici, Inseguimento a squadre (con Eiya Hashimoto, Shoi Matsuda, Shunsuke Imamura, e Naoki Kojima)
Giochi asiatici, Omnium
Japan Track Cup, Americana (con Naoki Kojima)
Japan Track Cup, Omnium
- 2024

Campionati asiatici, Inseguimento a squadre (con Eiya Hashimoto, Shoi Matsuda e Naoki Kojima)
Campionati asiatici, Americana (con Shunsuke Imamura)
Japan Track Cup, Americana (con Shunsuke Imamura)
Japan Track Cup, Omnium
Japan Track Cup, Corsa a eliminazione
Campionati giapponesi, Inseguimento individuale
Campionati del mondo, Scratch
- 2025

Campionati asiatici, Inseguimento individuale
Campionati asiatici, Americana (con Eiya Hashimoto)

## Piazzamenti

### Competizioni mondiali
- Campionati del mondo su pista

Saint-Quentin-en-Yvelines 2015 - Corsa a punti: 11º
Londra 2016 - Omnium: 16º
Berlino 2020 - Inseguimento a squadre: 9º
Roubaix 2021 - Scratch: 5º
Saint-Quentin-en-Yvelines 2022 - Inseguimento a squadre: 9º
Saint-Quentin-en-Yvelines 2022 - Scratch: 2º
Saint-Quentin-en-Yvelines 2022 - Americana: 7º
Glasgow 2023 - Scratch: 2º
Glasgow 2023 - Inseguimento a squadre: 8º
Glasgow 2023 - Inseguimento individuale: 15º
Glasgow 2023 - Americana: 12º
Ballerup 2024 - Chilometro a cronometro: 15°
Ballerup 2024 - Inseguimento a squadre: 4°
Ballerup 2024 - Scratch: vincitore
Ballerup 2024 - Americana: 10°
- Giochi olimpici

Rio de Janeiro 2016 - Omnium: 14º
Parigi 2024 - Inseguimento a squadre: 10º
Parigi 2024 - Americana: 5º
Parigi 2024 - Omnium: 6º